# Derby, prezzo di una felicità
Derby, prezzo di una felicità (The Sporting Duchess) è un film muto del 1920 diretto da George Terwilliger e prodotto dalla Vitagraph che aveva come interpreti Alice Joyce, Percy Marmont, Gustav von Seyffertitz, Edith Campbell, Lionel Pape, John Goldsworthy, Dan Comfort, May McAvoy.
La sceneggiatura di Lucien Hubbard si basa sul lavoro teatrale The Sporting Duchess di Augustus Harris, Cecil Raleigh e Henry Hamilton andato in scena all'Academy of Music di New York il 29 agosto 1895 prodotto da Charles Frohman.
È il remake di The Sporting Duchess diretto da Barry O'Neil nel 1915.

## Trama

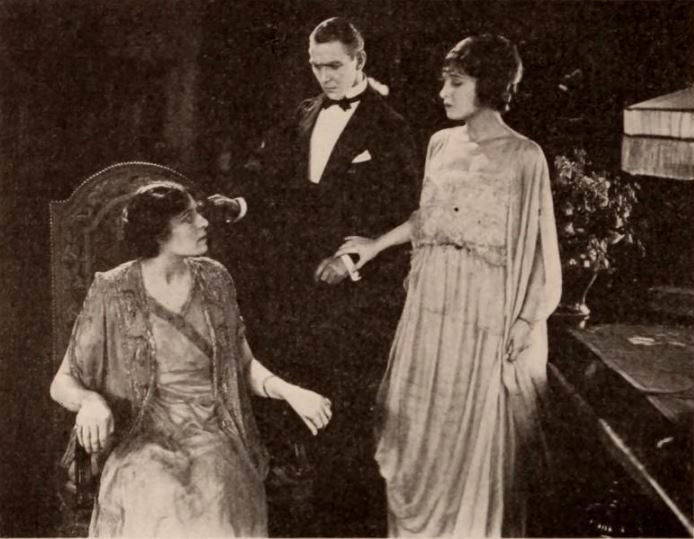
Alice Joyce e due attori non identificati

Muriel, duchessa di Desborough, è una giovane moglie e madre felice. Tra i suoi ospiti, annovera il maggiore Roland Mostyn; costui ha messo gli occhi sulla duchessa e anche su Clipstone, il purosangue del duca, e per ottenerli è disposto a tutto. Mette in ginocchio il duca vincendogli una grossa somma al gioco, costringendolo così a mettere all'asta il cavallo. Poi gli getta tra le braccia la signora Delmaine, una ex dello stesso duca, di modo da rovinare il suo matrimonio. Ma Muriel perdona il marito al quale, allora, viene detto che forse la moglie si dimostra così comprensiva perché ha qualcosa da farsi perdonare. Dovendo recarsi a Londra, la duchessa trova un accompagnatore in Mostyn, che si è offerto di scortarla. In albergo, dove deve pernottare, la duchessa viene impegnata al telefono. Mostyn approfitta della sua assenza per registrare entrambi come marito e moglie. Poi, riesce a farsi ammettere nella stanza di lei dove li sorprende duca, preventivamente avvisato da Mostyn che aveva fatto passare il viaggio come una fuga d'amore. Il tribunale concede il divorzio anche dietro la testimonianza di un amico di Mostyn che conferma la storia dell'infedeltà di Muriel.
Intanto alle scuderie si organizza la vendita di Clipstone. Muriel convince un suo vecchio amico, il capitano Streatfield, a partecipare all'asta dove Streatfield riesce a battere Mostyn. Poiché il cavallo è stato iscritto al Derby, il maggiore - che ha puntato tutta la sua fortuna sulla corsa del proprio cavallo - corrompe il fantino che deve montare Clipstone. Ma i suoi maneggi sono smascherati da una ragazza che lui aveva sedotto tempo prima e che ora si vendica di lui per averle rovinato la vita. Mostyn, però, non si arrende: cerca di vincere la gara facendo colpire l'avversario dal proprio fantino che sferra un brutto colpo a Clipstone proprio nelle vicinanze del traguardo. Ma la scorrettezza viene sanzionata con l'esclusione dal circuito. La duchessa ha vinto. Ma, quando si presenta a casa, non viene fatta entrare. Solo dopo che l'amico di Mostyn ritira la sua falsa testimonianza, quella che aveva messo con le spalle al muro la difesa della duchessa durante la causa di divorzio, viene restituita l'onorabilità al nome di Muriel che, finalmente, può riabbracciare coloro che ha sempre amato e che non ha mai tradito.

## Produzione
Prodotto dalla Vitagraph Company of America, il film fu girato a New Orleans, a Rye (nello stato di New York) e a Stamford, nel Connecticut.

## Distribuzione
Il copyright del film, richiesto dalla Vitagraph Co. of America, fu registrato il 28 febbraio 1920 con il numero LP14809.
Distribuito dalla Vitagraph Company of America, il film uscì nelle sale statunitensi il 29 febbraio 1920.
Non si conoscono copie ancora esistenti della pellicola che viene considerata presumibilmente perduta